# Via Toledo
Folle di gente, si può a malapena distinguerla da Broadway»
(Herman Melville)
Via Toledo è una delle arterie principali di Napoli ed è lunga circa 1,2 km.

## Percorso
La strada inizia da Piazza Dante e termina in Piazza Trieste e Trento. Nella sequenza della strada si diramano altre arterie di notevole importanza, piazze, chiese e palazzi nobiliari. La via è una delle tappe delle uscite napoletane e della vita culturale della città fin dal XVI secolo.

## Storia
Fu voluta dal viceré Pedro Álvarez de Toledo nel 1536 su progetto degli architetti regi Ferdinando Manlio e Giovanni Benincasa. La strada correva lungo la vecchia cinta muraria occidentale di epoca aragonese che per gli ampliamenti difensivi proprio di don Pedro fu resa obsoleta e quindi eliminata.
Nel corso dei secoli la sua fama è stata accresciuta tramite i viaggi del Grand Tour e di alcune citazioni nelle canzoni napoletane.
Il 15 maggio 1848 la via fu teatro della repressione messa in atto da Ferdinando II contro i liberali napoletani che difendevano la costituzione da poco ottenuta; vi furono innalzate barricate espugnate dai reparti di mercenari svizzeri dell'esercito con numerosi morti e il successivo saccheggio di Palazzo Cirella.
Tra gli anni trenta e la metà del XX secolo, una zona a oriente della via è stata modificata dagli sventramenti per il "risanamento" del Rione Carità (l'attuale zona dei Guantai Nuovi-via Cervantes) e la successiva costruzione (al posto degli antichi palazzi) di edifici di volumetria eccezionale rispetto alla struttura viaria, ben rappresentativi della speculazione edilizia avvenuta nel periodo dell'amministrazione laurina.

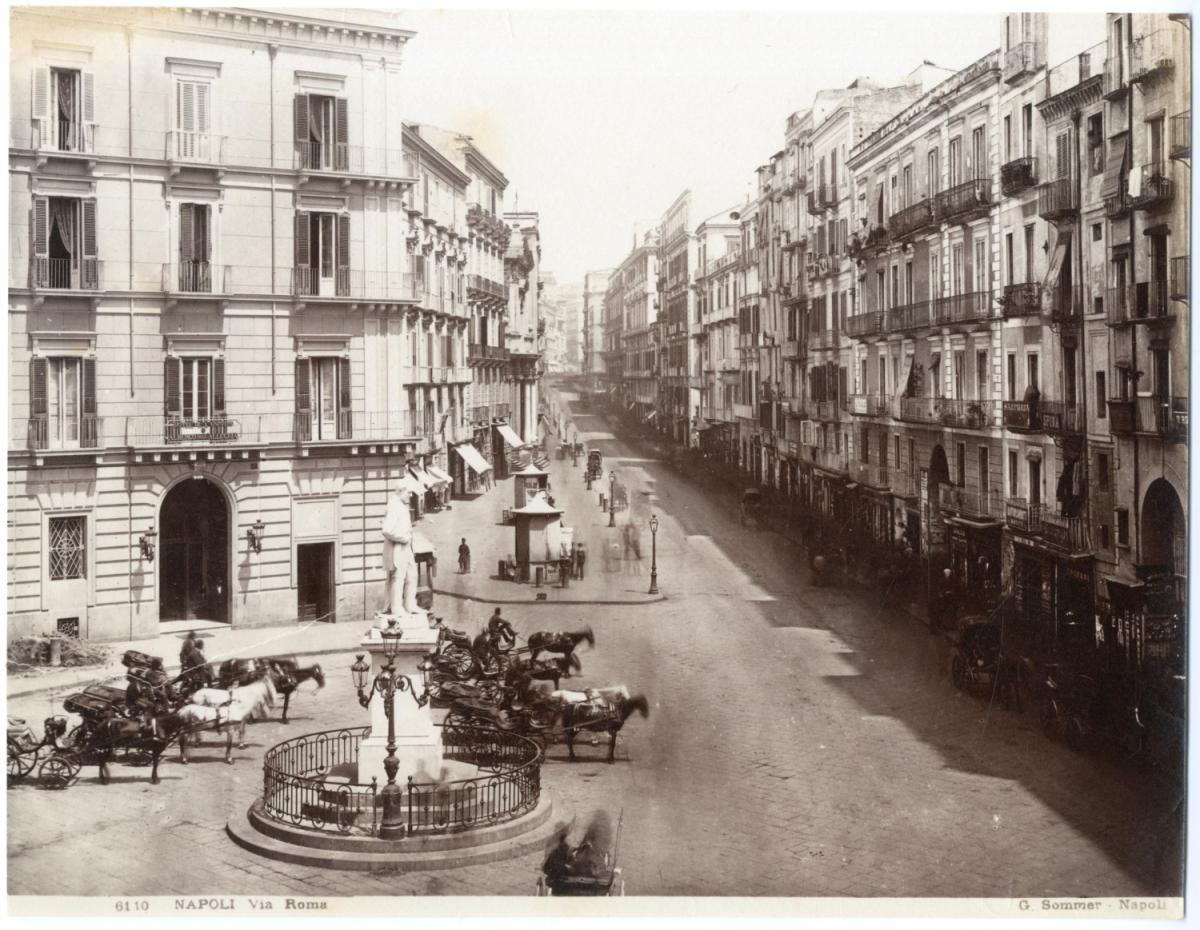
Via Toledo (all'altezza di Piazza Carità) nel 1870, con ancora il monumento a Carlo Poerio

Dal 18 ottobre del 1870 al 1980 la strada si è chiamata via Roma in onore della neocapitale del Regno d’Italia (oggi via Roma a Napoli è una strada del quartiere Scampia). La denominazione via Roma per indicare via Toledo è però in parte sopravvissuta nell'uso popolare.
Nel 2012 viene inaugurata lungo la via la stazione Toledo della Metropolitana di Napoli.
Via Toledo è, a partire da via Armando Diaz fino a piazza Trieste e Trento, interamente adibita a transito pedonale.

## Nella cultura
Fra i molti viaggiatori italiani ed europei che, impegnati nel Grand Tour, fecero tappa in via Toledo e la descrissero, si annoverano Vittorio Alfieri, Charles Burney e Stendhal. Quest'ultimo in particolare scrisse:
(da Rome, Naples, Florence, a cura di H. Marineau, Paris, Le Divan, 1927 vol. III, p. 22, annotazione dell'8 marzo 1817)
Anche Giacomo Leopardi, nei suoi ultimi anni di vita trascorsi proprio a Napoli, era solito passeggiare lungo via Toledo.
Nella celebre canzone napoletana Reginella (1917), il cui testo fu scritto da Libero Bovio, l’accorata contemplazione di un connubio d’amore ormai finito rinasce o è alimentata nell’io narrante dalla visione della figura femminile due giorni prima in via Toledo:
Il drammaturgo napoletano Raffaele Viviani ambienta nel famoso rione lo spettacolo Tuledo 'e notte (1918). 
Nella celebre canzone Tu vuò fà l'americano (1956) di Renato Carosone, con testo di Nisa, il personaggio satireggiato cammina pavoneggiandosi chiassosamente per via Toledo:

## Lista degli edifici storici
La strada è una delle principali mete turistiche della città offrendo un numero elevato di edifici civili e religiosi monumentali, nonché congiungendo due importanti piazze cittadine.
Ecco un elenco quasi esaustivo degli edifici d'interesse storico e artistico che si ammirano da Piazza Trieste e Trento, passando per Piazza Carità, fino a Piazza Dante):
- Palazzo Cirella;
- Galleria Umberto I;
- Palazzo Berio;
- Palazzo Barbaja;
- Palazzo De Sinno;
- Palazzo del Banco di Napoli;
- Palazzo Zevallos;

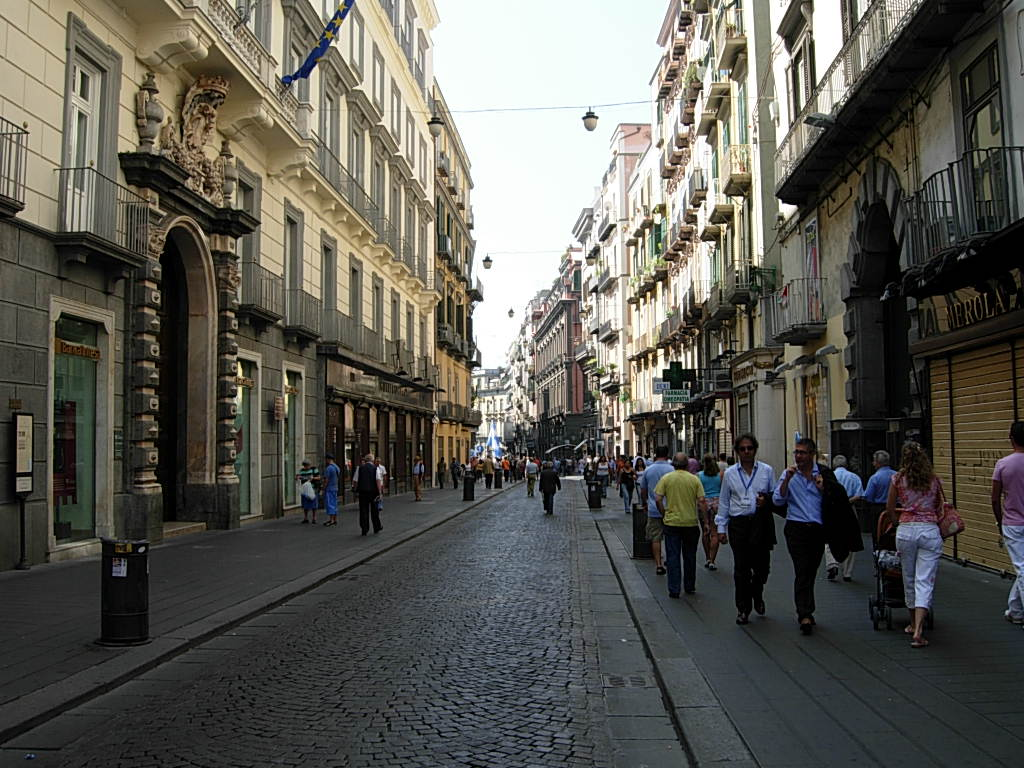
Via Toledo oggi

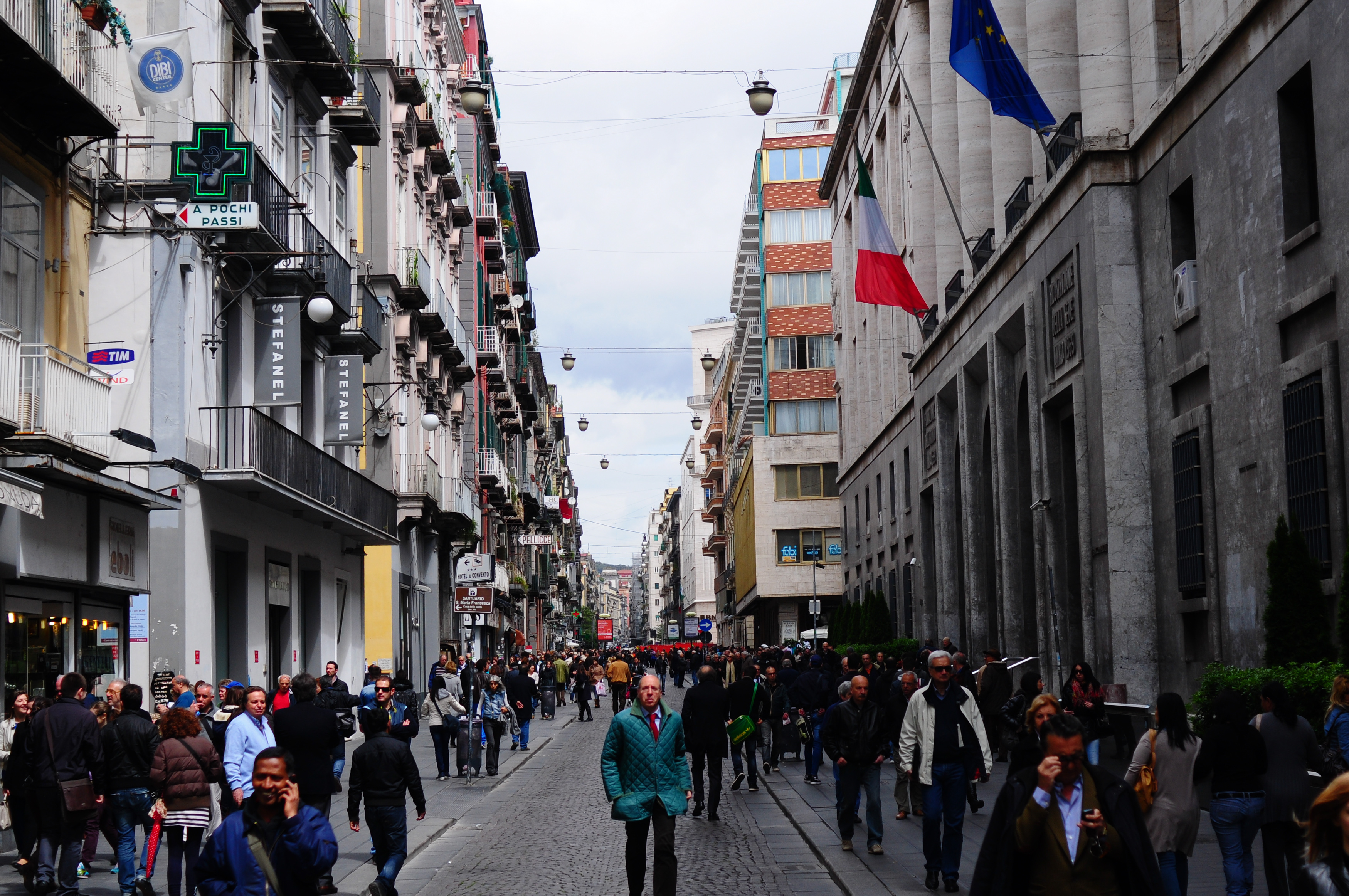
Via Toledo all'altezza del Banco di Napoli

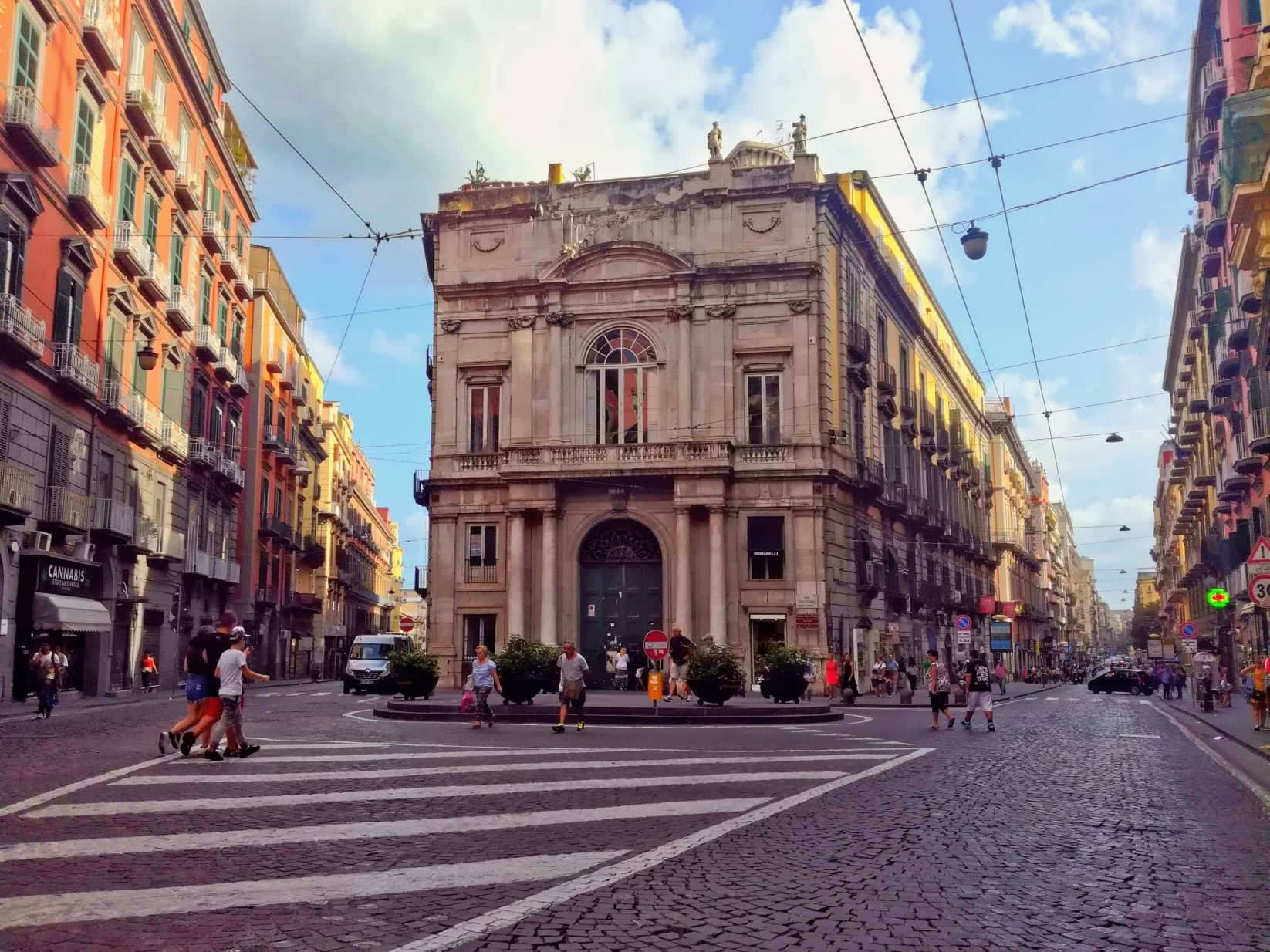
Via Toledo (lato destro) vista da piazza Sette Settembre

- Palazzo in via Trinità degli Spagnoli n.5 (ingresso nell'omonima strada)
- Palazzi Pandone;
- Palazzo in vico Tre Re a Toledo n.60;
- Palazzo Monaco di Lapio;
- Palazzo Cordua (ingresso in vico Giardinetto)
- Palazzo in via Emanuele De Deo n.4 (ingresso nella sopracitata strada)
- Palazzo Lieto;
- Palazzo Valcarcel;
- Palazzo Tocco di Montemiletto;
- Palazzo Alchemia;
- Palazzo Ciaravella;
- Palazzo della Banca Nazionale del Lavoro;
- Chiesa di Santa Maria delle Grazie a Toledo;
- Palazzo Buono;
- Palazzo Tagliavia;
- Palazzo Cavalcanti;
- Palazzo del Nunzio Apostolico;
- Palazzo Trabucco (ingresso in via San Liborio);
- Palazzo Mastelloni;
- Palazzo INA;
- Palazzo Della Porta;
- Palazzo in via Toledo n.373
- Chiesa di San Nicola alla Carità;
- Palazzo in via Toledo n.380
- Palazzo Medici Acquaviva;
- Palazzo Frattapiccola;
- Palazzo del Conservatorio dello Spirito Santo;
- Palazzo Carafa di Maddaloni (ingresso in vico Maddaloni);
- Palazzo Doria d'Angri;
- Basilica dello Spirito Santo;
- Palazzi Brunasso;
- Palazzo in via Toledo n.16
- Palazzo De Rosa di Carosino;
- Palazzo Petagna (ingresso in via Cisterna dell'Olio);
- Palazzo Bruno (ingresso in via Tarsia).

## Note

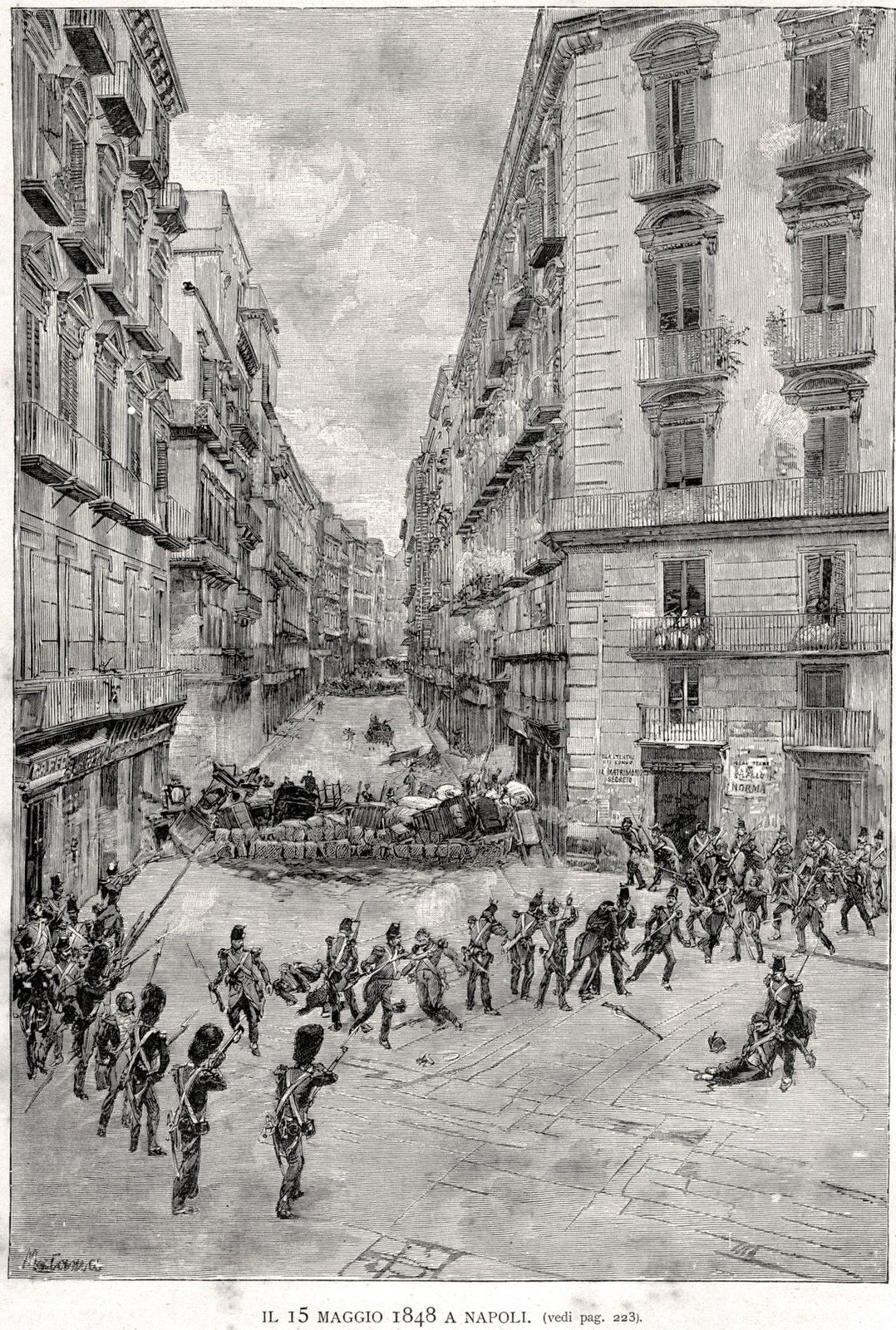
Le barricate in Via Toledo il 15 maggio 1848